# كليب (كلب)

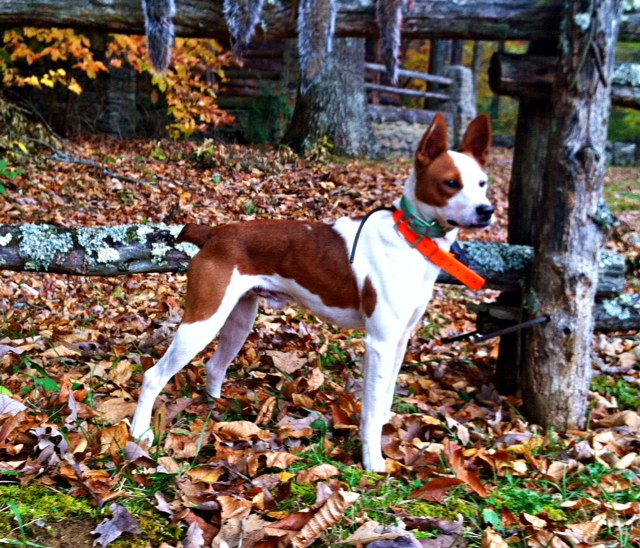
كليب.

الكُلَيْب هو كلب صيد صغير، ينحدر من الكلاب التي جلبها عمال المناجم الإنجليز وغيرهم من المهاجرين من الطبقة العاملة إلى الولايات المتحدة. ربما تضمنت كلاب الترير هذه، تهجيناً بين كلب ترير الثعلب الناعم، وكلب ترير مانشيستر، وكلب الترير الأبيض الإنجليزي المنقرض الآن. استخدمت هذه الكلاب كصائدي جرذان، وكانت المقامرة على براعتها في قتل الجرذان هواية مفضلة لأصحابها. هُجّنت بعض هذه الكلاب مع الكلاب السلوقية الرمادية، أو مع كلاب الويبت، أو مع الكلاب السلوقية الرمادية الإيطالية (لتحسين السرعة)، وهجنت مع كلاب البيغل (لتحسين قدرة الصيد)، لتصبح هذه الأسرة من الكلاب تشمل مجموعة متنوعة من المهام أكثر من الكلب صائد الجرذان الأصلي، أو كلب ترير الجرذان.

## روابط خارجية
- American Treeing Feist Association
- Breed standards at nationalkennelclub.com
- UKC Treeing Feist Standard (2004) (archived)
- Feist dog trees a panther (early 1800s) نسخة محفوظة 10 أغسطس 2010 على موقع واي باك مشين.